# 汚染

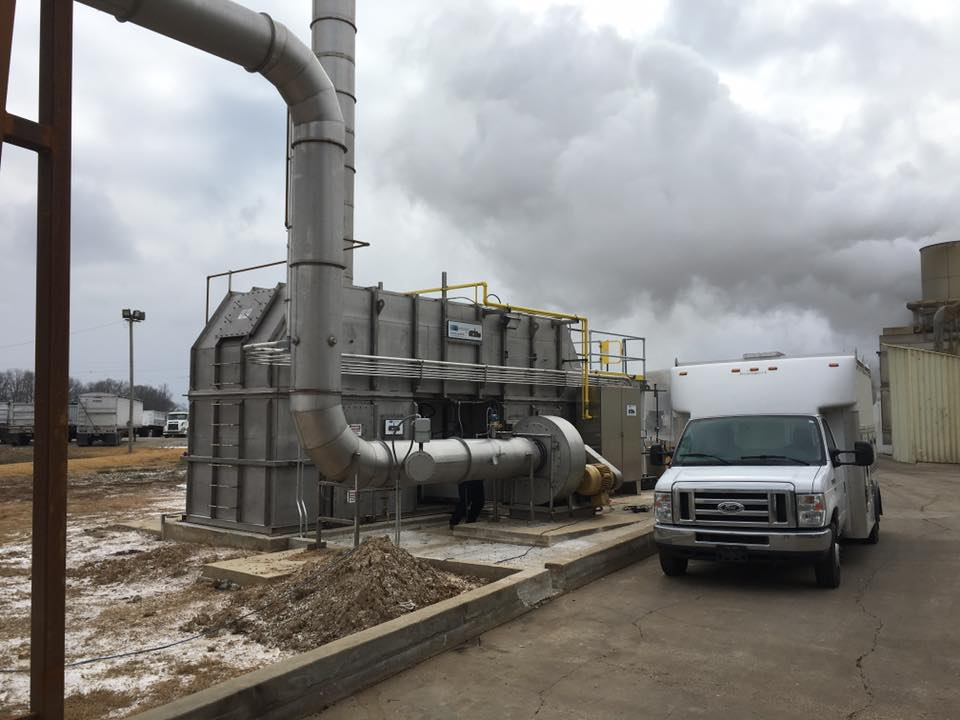
燃焼酸化装置は製造時の排気流を浄化させる。

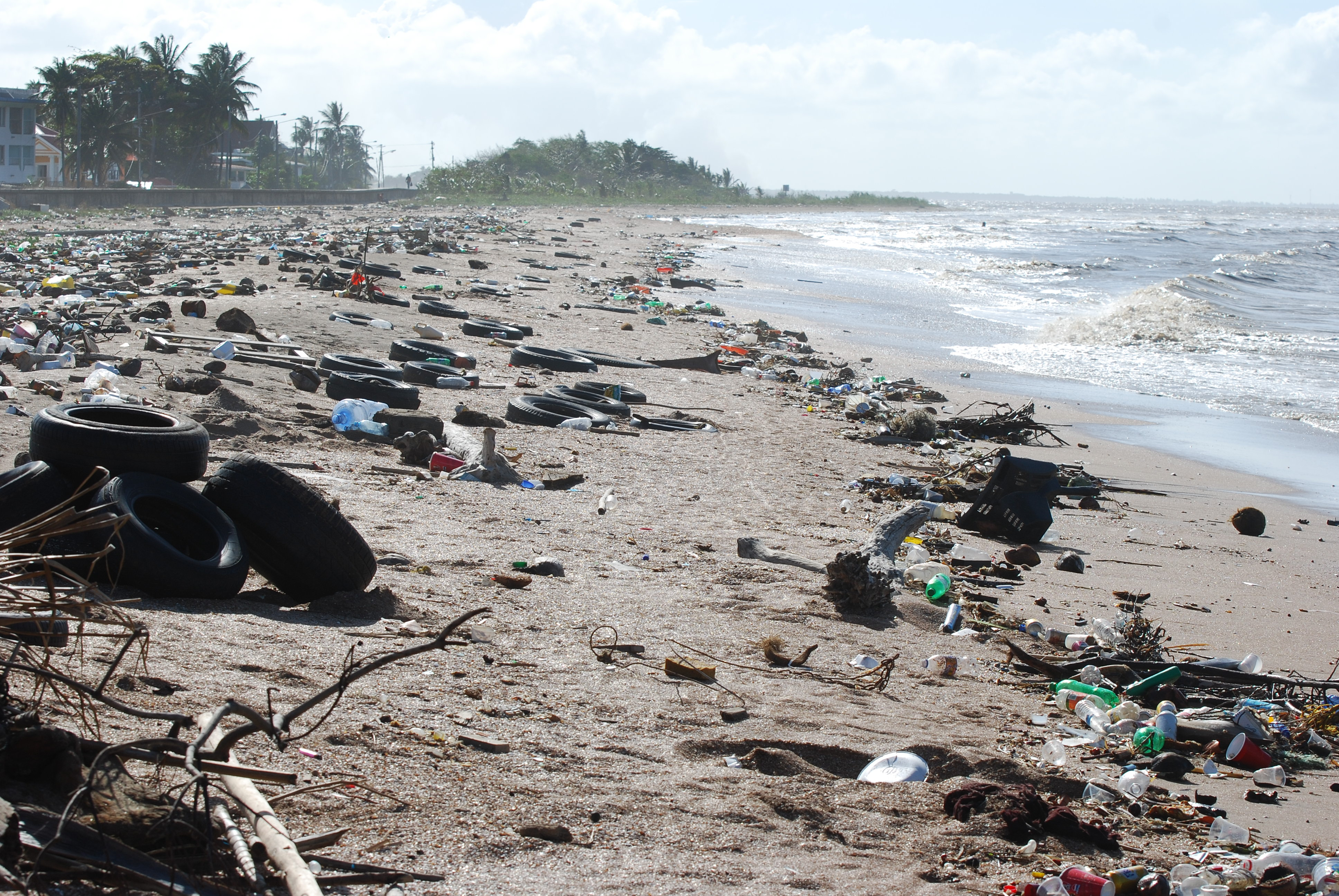
ガイアナの海岸におけるポイ捨て問題（2010年）

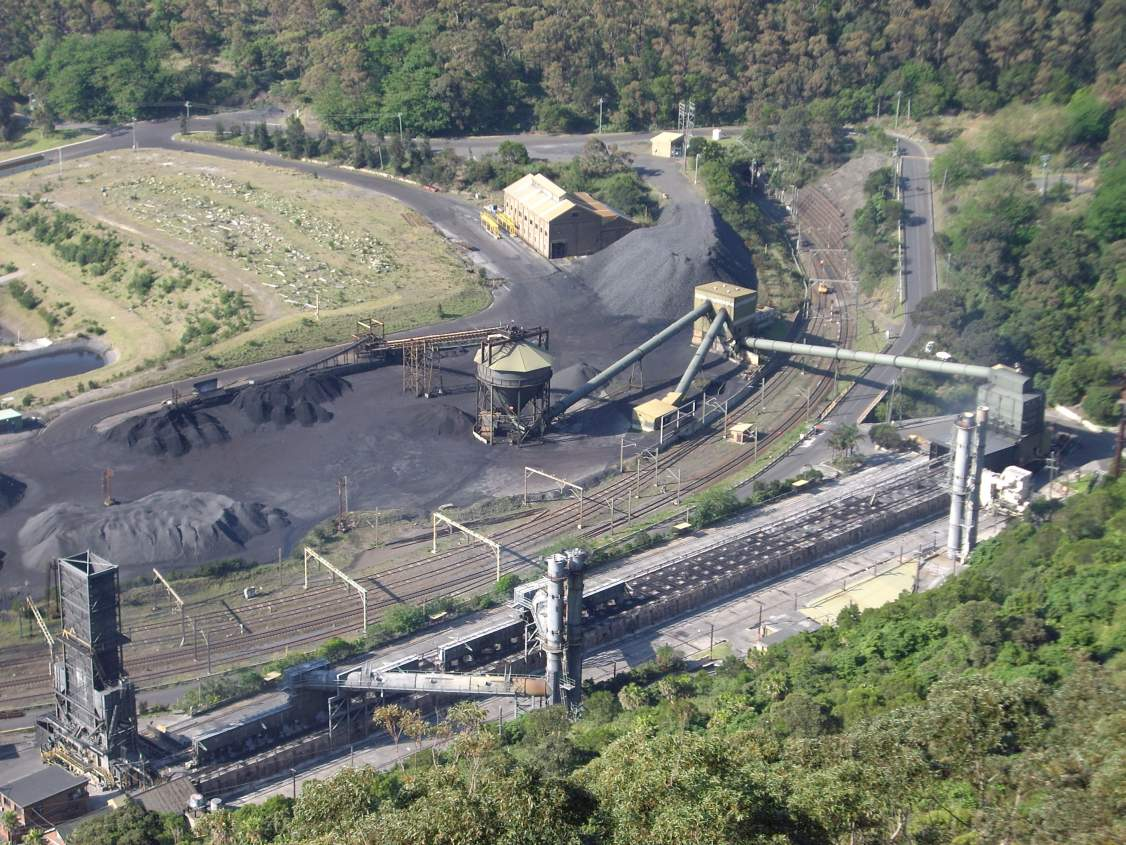
オーストラリアの石炭火力発電所。石炭が燃焼すると、さまざまな量の二酸化硫黄とともに二酸化炭素が生成される。

汚染（おせん、英: pollution）とは、混入物が自然環境に入り、良くない変化を引き起こすことである。汚染は、化学物質または雑音や熱、光といったエネルギーの形をとりうる。汚染の構成要素である汚染物質は、外的な物質やエネルギー、または自然に生じる混入物のいずれかである。汚染は点源汚染と非点源汚染に分類されることが多い。2015年には、汚染により世界中で900万人が死亡した。
「汚染」は contamination の訳語としても広く使われている。
汚染 (contamination) とは、サンプリングまたは分析中の何らかの段階で、何らかの経路により、試料、抽出物、内部標準溶液などに分析対象成分が意図せず混入すること。あるいは、もっと一般的に、構造物または機器の表面に沈着した、または内部に染み込んだ、または、ある物質に混ざった別の望ましくない物質（たとえば、放射性物質または危険有害性物質）である。
IAEAによる汚染（放射能汚染）の定義：1. 表面上、または固体、液体、気体（人体を含む）内の放射性物質、または、それを生むプロセスで、その放射性物質の存在が意図しないか望ましくない場合。2. ベータおよびガンマ線と低毒性(low toxicity)アルファ線の場合は0.4 Bq/cm2を超える量、または他のすべてのアルファ線の場合は0.04 Bq/cm2を超える量の放射性物質が表面に存在する場合。1と2の定義には注があってーそれ自身は定義の一部ではないとしているが―、1については、表面上の量を表すものとしては公式に使われることはほとんどなく、また、汚染の語は廃炉処理が完了した後の場所に残存している放射性物質を含めないとしており、2. については、この定義は国際輸送規則上の定義であって、その数値以下であっても、1の科学的定義が考慮されなければならないとしている。また特に、汚染の語には意図しないということを含意している場合があり、汚染の語は単に放射能の存在を示すにすぎず、関連する危険有害性の大きさを示すものではないとしている。
汚染の主な形には、大気汚染、光害、ポイ捨て、騒音、プラスチック汚染、土壌汚染、放射能汚染、熱公害、景観破壊(英語版)、および水質汚染が含まれる。

## 汚染を示すその他の用語
- ドリフト - 散布された農薬が目的外の作物（オーガニック野菜など）に付着してしまう現象。